# Médaille Goethe pour l'art et la science
La médaille Goethe pour l'art et la science est décernée par le président du Reich Paul von Hindenburg pour célébrer le centenaire de la mort de Goethe, le 22 mars 1932. La médaille d'argent est décernée en deux versions : de mars 1932 à juin 1934 par Paul von Hindenburg dans une version conçue par Waldemar Raemisch (de). L'avers porte l'inscription "Für Kunst und Wissenschaft gestiftet im Goethejahr 1932. Der Reichspräsident", le revers représente une effigie de Goethe. Avec un diamètre de 62 mm (69,5 mm à partir de 1938), elle n'est pas destinée à être portée. La version nationale-socialiste, décernée par Adolf Hitler de novembre 1934 à décembre 1944, représente à l'avers le portrait de Goethe et au revers l'aigle impérial couronné d'une croix gammée, ainsi que l'inscription "Pour l'art et la science". Au total, la médaille a été décernée à 601 personnes.
Conçue à l'origine comme une reconnaissance des personnes qui ont rendu des services exceptionnels aux célébrations de Goethe à Weimar en 1932, Hindenburg décerne la médaille Goethe à un grand nombre d'artistes, de scientifiques, de fonctionnaires et d'hommes politiques.
Parmi les premiers récipiendaires de la médaille figuraient le chancelier du Reich Heinrich Brüning et les lauréats du prix Nobel Gerhart Hauptmann et Thomas Mann. À partir d'avril 1932, ils sont suivis par Max Planck, Nicholas Murray Butler, André Gide, Knut Hamsun, Verner von Heidenstam, Guglielmo Marconi, Albert Schweitzer, Fritz Haber, Albrecht Penck et Richard Willstätter. Environ un quart des lauréats de la Médaille Goethe pour l'art et la science jusqu'en 1934 sont des étrangers.

## Décerné par Paul von Hindenburg
Jusqu'à la mort de Hindenburg en août 1934, 195 personnes reçoivent la médaille : 160 personnes de mars 1932 à janvier 1933 et 35 personnes de février 1933 à juin 1934. La dernière remise de la médaille au nom de Hindenburg a lieu le 19 juin 1934.
Récompenses par année :
- 1932 – 155
- 1933 – 31
- 1934 – 9

## Décerné par Adolf Hitler

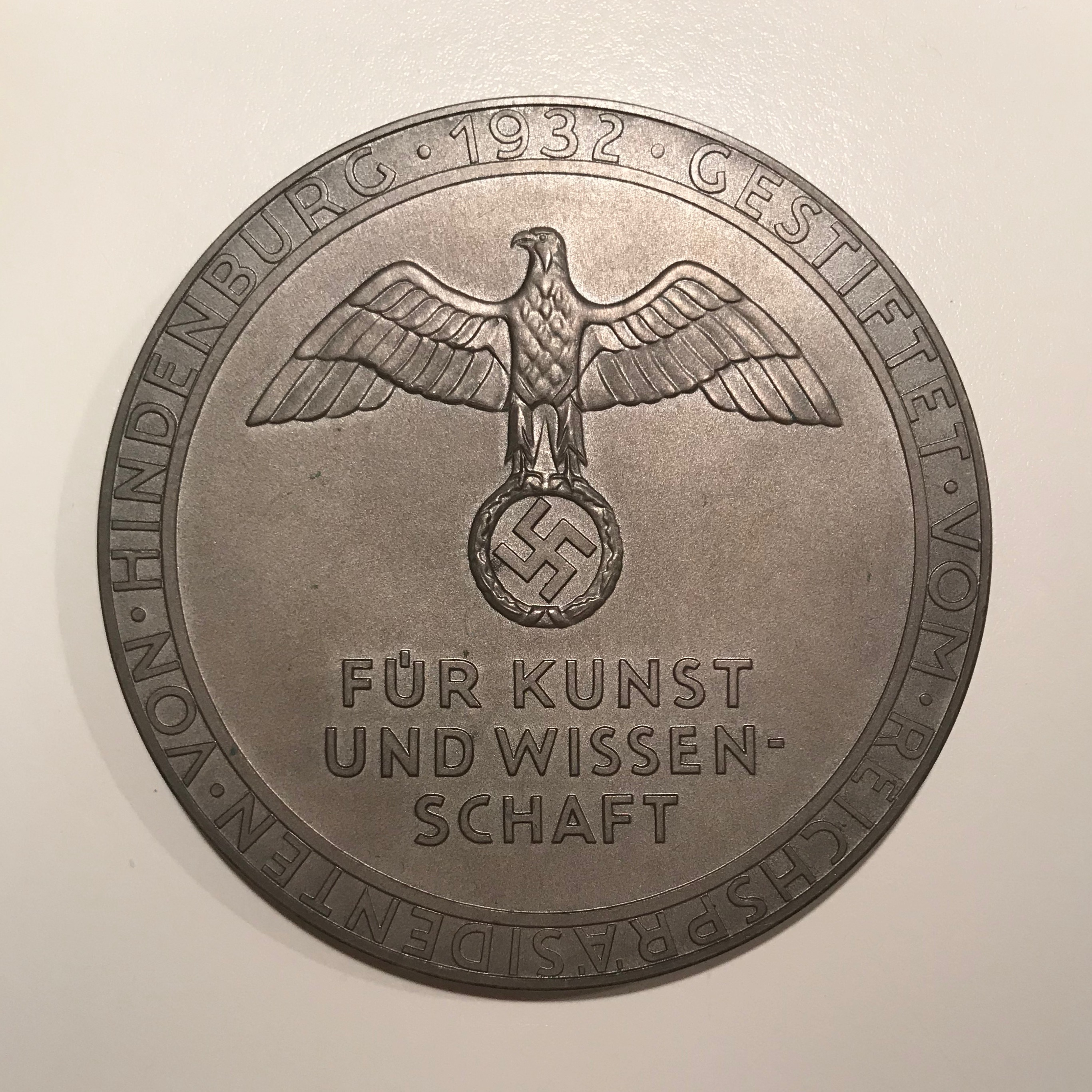
Avers d'une médaille Goethe. Inscription : Offerte par le président du Reich von Hindenburg en 1932

Après avoir assumé les fonctions de président du Reich, Hitler décerne la médaille sous une forme différente à partir de novembre 1934. À partir de 1934, l'attribution de la médaille est généralement limitée aux anniversaires importants ou à d'autres commémorations importantes. Au total, cette version est attribuée à 406 personnes. Pendant les années de guerre, la médaille perd sa réputation d'origine car elle est décernée de plus en plus fréquemment. La dernière récompense remonte à décembre 1944.

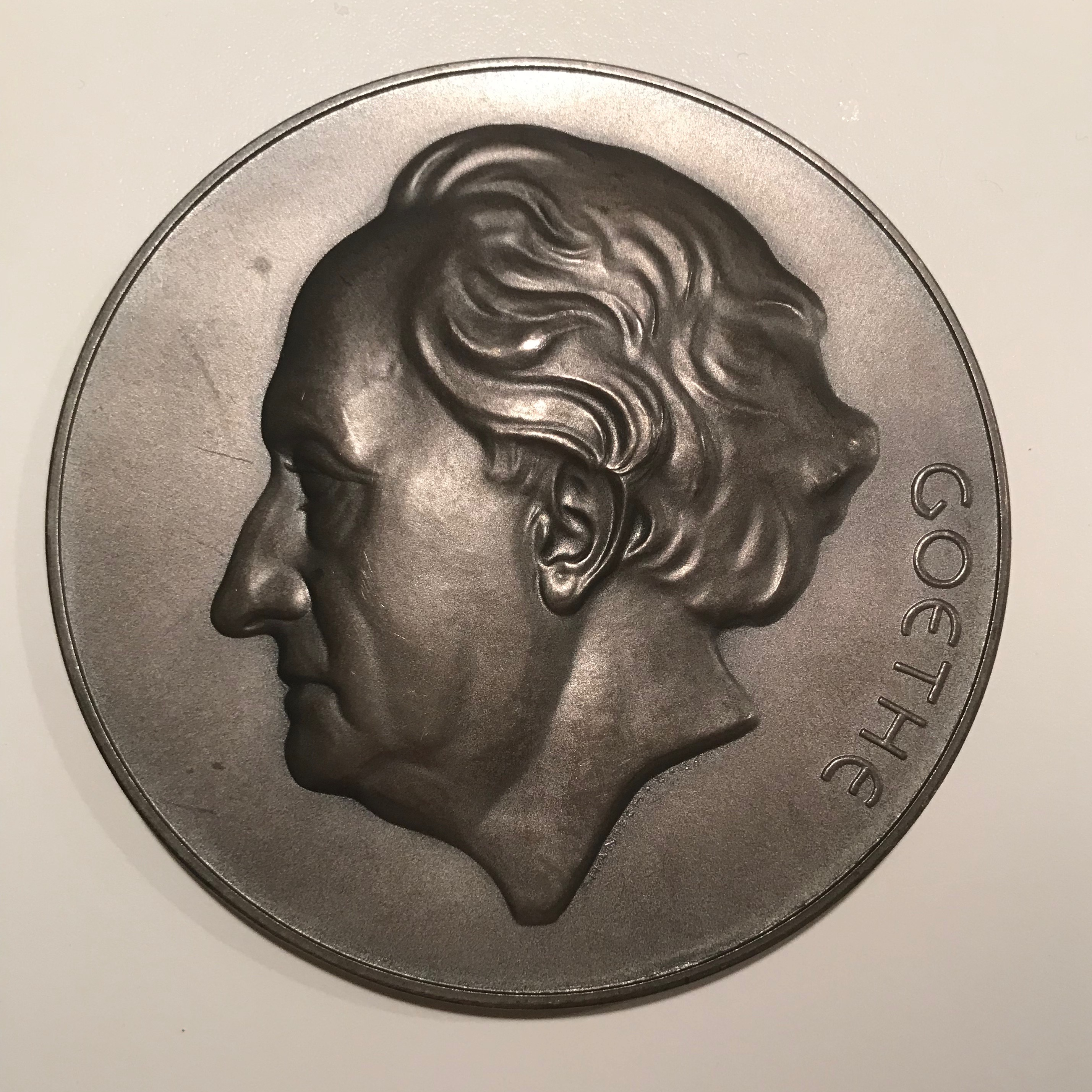
Dos d'une médaille Goethe. Inscription : Goethe

Récompenses par année :
- 1934 – 2
- 1935 – 9
- 1936 – 8
- 1937 – 18
- 1938 – 18
- 1939 – 35
- 1940 – 52
- 1941 – 62
- 1942 – 66
- 1943 – 69
- 1944 – 67

## Autres récipiendaires (sélection)

### 1932 (le 18 mars)
- Ernst Beutler (de)
- Rudolf G. Binding
- Konrad Burdach (de)
- Hans Carossa
- Theodor Däubler
- Max Donnevert
- Arturo Farinelli (it)
- Stefan George
- Carl Goerdeler
- Hans Grimm
- Adolf Grimme
- Wilhelm Groener
- Wilhelm Kästner (de)
- Erwin Guido Kolbenheyer
- Heinrich Lilienfein (de)
- Walter von Molo
- Börries von Münchhausen
- José Ortega y Gasset
- Ernesto Quesada
- Edwin Redslob (de)
- Jakob Schaffner (de)
- Hans Wahl (de)
- Anton Wildgans

### 1932 (après le 18 mars/sélection)
- Gottfried Bohnenblust (de)
- Theodor Fischer
- Wilhelm Furtwängler
- Adolf Gottstein (de)
- Max Halbe (de)
- Gustav Krupp von Bohlen und Halbach
- Heinrich Lüders (de)
- Erich Marcks
- Friedrich Meinecke
- Edvard Munch
- Benito Mussolini
- Adolph Nägel (de)
- Bernhard Nocht (de)
- Gustav Oberlaender (de)
- Alfons Paquet (de)
- João Ribeiro (pt)
- Paul Valéry
- Jonathan Zenneck

### 1933 (sélection)
- Paul Ernst
- Otto Klemperer
- Karl Schumacher (de)

### 1934 (jusqu'au 19 juin sélection)
- Arthur Kampf
- Heinrich Sohnrey (de)

### 1934 (à partir du 6 novembre)
- Otto Güntter (de)
- Gustav Hellmann

### 1935
- Ludwig Dettmann
- Bodo Ebhardt
- Bruno Kittel (de)
- Otto Lehmann (de)
- Arthur Meiner (de)
- Emil Nikolaus von Reznicek
- Jean Sibelius
- Heinrich Stalling (de)
- Hermann Josef Stübben

### 1936
- Heinrich Gloël (de)
- Richard Haupt (de)
- Ferdinand Hueppe (de)
- Damian Kratzenberg
- Reinhold Schmaltz (de)
- Emil Strauß (de)
- Max Uhle
- Felix Woyrsch

### 1937
- Carl Bantzer
- Wilhelm Beckmann
- Max Hecker (de)
- Eduard Heyck (de)
- Wilhelm Kisch (de)
- Eberhard König (de)
- Erich Lexer (de)
- Sebastian Merkle
- Adolf Meschendörfer (de)
- Josef Reiter (de)
- Wilhelm Rode (de)
- Ludwig Schemann
- Karl Schönherr (de)
- Aloys Schulte (de)
- Oskar Seyffert (de)
- Geerto Snijder (de)
- Karl Hans Strobl
- Max Wien

### 1938
- Karl Bauer (de)
- Hans Friedrich Blunck (de)
- Hans Peter Feddersen
- Richard Fester (de)
- Gustav Frenssen
- Axel von Freytagh-Loringhoven (de)
- Friedrich von Gottl-Ottlilienfeld
- Hermann Graedener (de)
- Philipp von Heck (de)
- Berthold von Kern (de)
- Karl Klingspor (de)
- Eugen Korschelt
- Werner Krauss
- Wilhelm Kreis
- Gottlob Linck (de)
- Max Seiffert

### 1939
- Robert Beltz
- Tony Binder (de)
- Max Borst (de)
- Erwin Bumke
- Hermann Burte (de)
- Karl Diehl (de)
- Martin Dülfer (de)
- Otto Falckenberg
- Eugen Fischer
- Franz Fischer
- Wolfgang Golther
- Rudolf Herzog (de)
- August Hinrichs (de)
- Emil Jannings
- Hermann Jansen (de)
- Richard Jecht (de)
- Johannes Kirchner (de)
- Carl Meinhof
- Ernst Rüdin
- Adolf Sandberger (de)
- Josef Schick (de)
- Albrecht Schmidt (de)
- Paul Schultze-Naumburg
- Fritz Schumacher
- Hermann Schwarz (de)
- Hans Seger (de)
- Johannes Stark
- Fritz Stein (de)
- Josef Stolzing-Czerny (de)
- Rudolf Thurneysen
- Konrad Toeche-Mittler (de)
- Richard Trunk (de)
- Theodor Vahlen (de)
- Hans Watzlik
- Friedrich Zahn (de)

### 1940
- Jacob Alberts (de)
- Karl Becker
- Ludolph Brauer (de)
- Alfred Cossmann (de)
- Albert Döderlein
- Otto Frank (de)
- Carl Froelich
- Arthur Georgi senior (de)
- Emil Gotschlich (de)
- Friedrich Griese (de)
- Johannes Haller
- Ludwig Heck
- Heinrich Ewald Hering (de)
- Johannes Hoops (de)
- Camillo Horn (de)
- Werner Jansen (de)
- Hanns Johst
- Wilhelm Kapp (de)
- Ludwig Kießling (de)
- Fritz Klimsch
- Walther Köhler (de)
- Ernst Kohlschütter (de)
- Emil Krückmann (de)
- Franz Lehár
- Emil Lehmann (de)
- Franz Lehmann (de)
- Gustav Leutelt (de)
- Otto Mader (de)
- Ludwig Michalek
- Otto Modersohn
- Lorenz Morsbach (de)
- Friedrich Oltmanns
- Friedrich Panzer (de)
- Oskar von Petri (de)
- Ludwig Prandtl
- Georg Schmückle (de)
- Roland Scholl (de)
- Carl Schuchhardt
- Adolf Schulten
- Raffael Schuster-Woldan (de)
- Wilhelm Seelmann (de)
- Friedrich Stahl (de)
- Georg Sticker (de)
- Hans Techel
- Wilhelm Teudt (de)
- Franz Triebsch (de)
- Paul Uhlenhuth (de)
- Joseph Wackerle (de)
- Arthur Wehnelt (de)
- Heinrich von Zügel

### 1941
- Ferdinand Andri
- Hermann Bohle (de)
- Martin Bollert (de)
- Karl Bräuer (de)
- Wilhelm Brünings (de)
- Hans Bürkner (de)
- Franz Bumm (de)
- Fritz van Calker (de)
- Paul Clemen
- Richard Edelmann (de)
- Otto Heinrich Engel (de)
- Johannes Ficker
- Georg Friederici (de)
- Friedrich Gehmacher (de)
- Ernst Moritz Geyger (de)
- Hans F. K. Günther
- Bernhard Hauff (de)
- Hans Hausrath (de)
- Oskar Heinroth
- Fritz Heise (de)
- Ferdinand Hochstetter (de)
- Fritz Hofmann
- Ludwig von Hofmann
- Rudolf von Jaksch (de)
- Otto Johannsen (de)
- Julius Paul Junghanns (de)
- Friedrich Kutscher (de)
- Max Kutschmann (de)
- Paul Lincke
- Georg Lockemann
- Johannes Luther (de)
- Fritz Mackensen
- Oskar Messter
- Max von Millenkovich (de)
- Dietrich Mülder (de)
- Max Nonne
- Erwin Payr (de)
- Peter Philippi (de)
- Leo Samberger (de)
- Karl Sapper
- Karl Siegl (de)
- Walter Stoeckel (de)
- Paul Sudeck
- Bruno Tacke (de)
- Eduard Thöny
- Heinz Tietjen
- Otto Tressler
- Erich Tschermak-Seysenegg
- Friedrich Umber (de)
- Ernst Vollbehr (de)
- Gustav Waldau (de)
- Kurt Wiedenfeld (de)
- Adolf Windaus
- Bernhard Winter (de)
- Georg Winter (de)
- Konrad Wutke (de)
- Hermann Zilcher
- Otto von Zwiedineck-Südenhorst (de)

### 1942
- Curt Agthe (de)
- Rudolf Bacher
- Anna Bahr-Mildenburg
- Paul Bonatz
- Conrad Borchling (de)
- Joseph Bornmüller
- Karl Brunner (de)
- Oswald Bumke
- Alexander Cartellieri (de)
- Stanislaus Cauer
- Eduard Dolezal (de)
- Max Dreyer (de)
- Josef Maria Eder
- Friedrich Ignaz von Emperger
- Ottomar Enking (de)
- Otto Erler (de)
- Otto von Falke (de)
- Sebastian Finsterwalder (de)
- Hermann Föttinger
- Paul Graener
- Hermann Haack (de)
- Siegmund von Hausegger
- Lothar Heffter (de)
- August Hertwig (de)
- David Hilbert
- Hans Kloepfer (de)
- Heinrich Knirr
- Oskar Knoblauch (de)
- Rudolf Kötzschke (de)
- Georg Kolbe
- Ernst Krieck
- Ernst Kuhnert (de)
- Otto Leege (de)
- Franz von Matsch
- Hans Meyer (de)
- Emil Mörsch
- Karl Alexander von Müller (de)
- Anton Müller-Wischin (de)
- Richard Otto (de)
- Walter Petersen (de)
- Wilhelm Pfeiffer (de)
- Matthias Pier
- Gustav Pistor (de)
- Peter Raabe
- Paul Reinecke
- Karl Rickelt (de)
- Gustav Riehl (de)
- Maximilian Salzmann (de)
- Joseph Sauer
- August Schleiermacher (de)
- Otto Schlüter (de)
- Bernhard Schmid (de)
- Paul Schmidt (de)
- Richard Schmidt (de)
- Richard Reinhard Emil Schorr
- Richard Schumann (de)
- Emil Georg von Stauß (de)
- Karl Steinacker (de)
- Hugo Thimig
- Albert Vögler
- Friedrich Voelcker (de)
- Karl Voretzsch (de)
- August Wedemeyer (de)
- Heinrich Wieland
- Ulrich Wilcken

### 1943
- Karl Albiker
- Alf Bachmann
- Paul Baumgarten (de)
- Wilhelm Benecke (de)
- Georg Benoit (de)
- Ragnar Berg (de)
- Gustav von Bergmann
- Hans Bitterlich (de)
- Hedwig Bleibtreu
- Walter von Boetticher
- Karl Bonhoeffer (de)
- Georg Burkhardt (de)
- Alfons Dopsch (de)
- Paul Duden (de)
- Hermann Egger (de)
- Ferdinand Eichler (de)
- Carl Otto von Eicken (de)
- Fritz Emde (de)
- Georg Erlwein (de)
- Karl Escherich (de)
- Hans von Euler-Chelpin
- Robert Fellinger (de)
- Heinrich Goldemund
- Oskar Graf (de)
- Otto Grosser (de)
- Hugo Gugg (de)
- Olaf Gulbransson
- Hans Harting
- Heinrich Hetsch (de)
- Heinrich Hönich (de)
- Robert Holtzmann (de)
- (Hermann Otto Hoyer (de))[2]
- Rudolf Klapp (de)
- Ludwig Klein (de)
- Ludwig Klitzsch (de)
- Rudolf Krell (de)
- Helmuth Liesegang
- Rudolf Meißner (de)
- Gustav Mie
- Otfried Müller (de)
- Rudolf Otto Neumann (de)
- August Oxé (de)
- Wilhelm Paulcke
- Paul Presse (de)
- Theodor Remy (de)
- Fritz Rhein (de)
- Willi Rickmer Rickmers (de)
- Richard Riemerschmid
- Rudolf Saliger (de)
- Heinrich Schlusnus
- Martin Benno Schmidt (de)
- Bernhard Schwertfeger (de)
- Arthur Spiethoff
- Heinrich Srbik (de)
- Edmund Steppes (de)
- Lulu von Strauß und Torney (de)
- Joseph Vonderau (de)
- August Wagenmann (de)
- Georg August Wagner (de)
- Arnold Waldschmidt (de)
- Max Winkler
- Roman Woerner (de)
- Enoch Zander (de)

### 1944/sélection
- Hans Theodor Bucherer
- Anton Chroust
- Johannes Deichmüller
- Josef Dell
- Alfred Dengler
- Ludwig Diels
- Heinrich Dietz
- Hubert Engels
- Max Feldbauer
- Eduard Flechsig
- Karl Grobben
- Fedor Haenisch
- Franz Hamburger
- Paul Herrmann
- Richard Hesse
- Otto Hönigschmid
- Johannes Andreas Jolles
- Josef Jungwirth
- Friedrich Kayssler
- Erwin Kehrer (1874–1960)
- Gerhard von Keußler
- Alfred Klotz
- Alban Köhler
- Eduard Kohlrausch
- Otto Kümmel
- Ernst Küster
- Max Laeuger
- Fritz Lange
- Otto Lauffer
- Friedrich Leitner
- Adolf Lorenz
- Fritz Lubberger
- Josef Meller
- Carl Menge
- Oskar Mitis
- Theodor Mollison
- Fred Neufeld
- Otto Petersen
- Theodor Rehbock
- Martin Reichardt
- Johann Heinrich Rille
- Walther Rimarski
- Carl Röse (1864–1947)
- Richard Scheibe
- Arthur Scheunert
- Johannes Sobotta[3]
- Karl Zieler

## Autres distinctions Goethe
La Médaille Goethe pour l'art et la science ne doit pas être confondue avec la Médaille d'or Goethe (de) de la Société Goethe de Weimar, la Médaille Goethe de l'Institut Goethe, le Prix Goethe de la ville de Francfort, la plaque Goethe de la ville de Francfort-sur-le-Main (de), ou la plaque Goethe du ministère des Sciences et des Arts de l'État de Hesse (de).